# Râhu

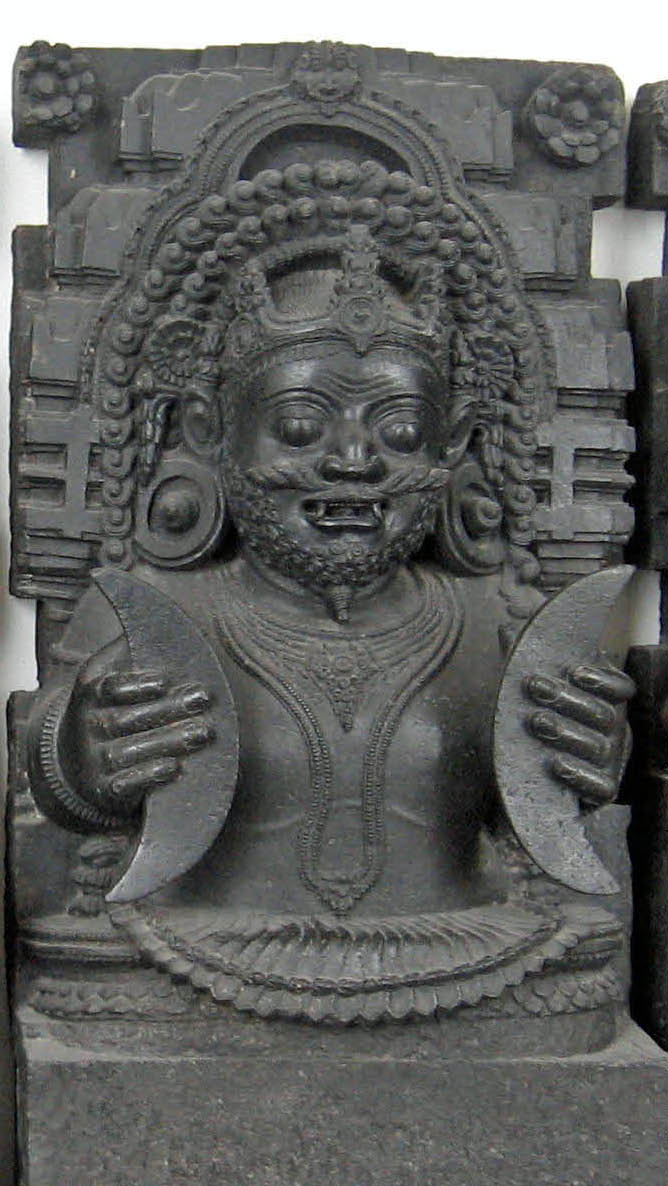
Râhu, statue du British Museum

Râhu est le dieu (deva) de l'éclipse dans l'hindouisme; il est décrit comme l'un des Navagraha (un des éléments célestes) dans l'astronomie védique et est associé à Ketu. Un des autres noms de Râhu est Bhayanaka.

## Mythologie
Ce dieu est décapité, comme Ketu (la comète pouvant menacer la Déesse Terre, Bhūmi, seconde épouse de Vishnou), et provoque les éclipses en prenant tantôt la lune, tantôt le soleil dans sa bouche. Ainsi, quand le soleil ou la lune reparaît, c’est ce planétaire Dieu du Temps (comparé, parfois, à Shiva Bhairava, le « Bon Terrible ») qui rend « son dîner », décapité par la retenue yoguique de son souffle.

### Origines
Créature mythologique de la tradition bouddhiste et hindoue, Rahu fût à l'origine créé par les rites magiques de deux ermites. Il s'appelait alors Svarbhānu (Splendeur de Radiance en sanskrit).

### DeSvarbhānuàRâhu
À l'origine, Svarbhānu était doté d'un corps comme tous les asura.
À l'issue du Barattage de la mer de lait, Il déroba le nectar ou liqueur d'immortalité des dieux (l’amrita). La lune et le soleil, qui l'avaient vu faire, le dénoncèrent alors à Indra (ou Vishnou - Phra Naraï en Thaïlande -, selon les versions). Avant qu'il n'eut fini de boire la liqueur, sa tête fut tranchée par ce dernier, demeurant seule immortelle. Le corps devient le démon serpent Ketu et la tête le démon Râhu.
Il erre depuis dans l'espace et, pour se venger du Soleil et de la Lune, tente de les dévorer. Mais comme il n'a plus de corps, ceux-ci s'échappent. C'est l'origine de l'éclipse.

### Mythologie bouddhique
Râhu est mentionné explicitement dans une paire d'écrits du Samyutta Nikaya, faisant partie du Pali-canon. Dans le Candima Sutta et le Suriya Sutta, Râhu attaque Surya, le dieu du soleil, et Chandra, le dieu de la lune, avant d'être forcé de les relâcher de par  leurs récitations d'une courte strophe transmettant leur respect pour le Bouddha,. Ce dernier répond en enjoignant Râhu à les relâcher, ce que Râhu fait plutôt qu'avoir sa "tête séparée en sept parties ".
Les rimes récitées par les deux déités célestes et le Bouddha ont depuis été incorporées dans la liturgie bouddhique comme des versets protecteurs récités par les moines comme prières de protection.

## Culte

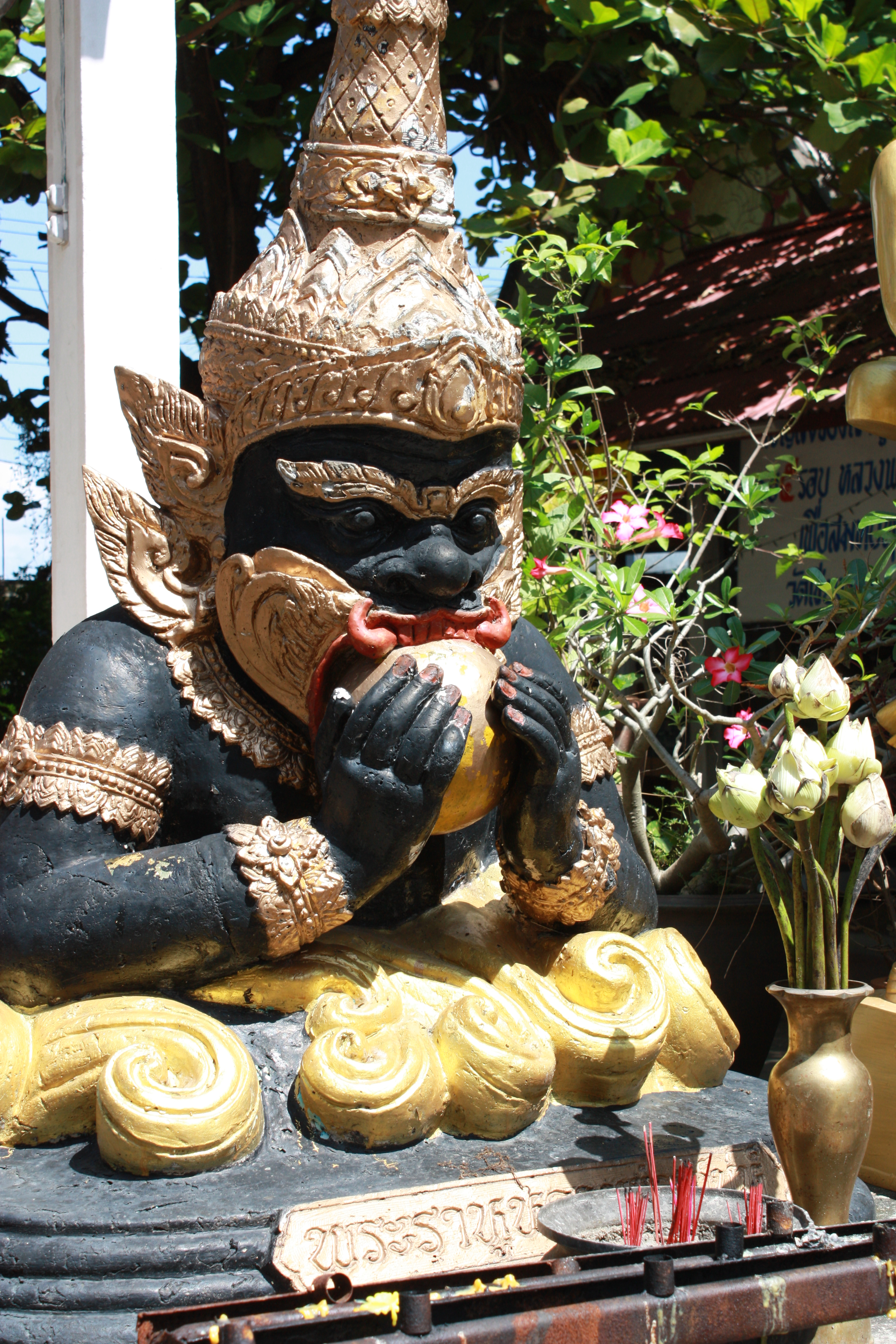
Statue de Phra Rahu en Thaïlande

Un culte particulier lui est rendu en Thaïlande où il est connu sous le nom de Phra Rahu et où il a son temple (Wat Chiangkang Sarapee Chiang Mai), ses statues et amulettes.
Ses fidèles lui font des offrandes de couleur noire.

## Astrologie indienne
Dans l'astrologie indienne, Rahu et Ketu, bien qu'étant des points « immatériels », font partie des navagrahas, les « neuf saisisseurs » censés présider aux destinées humaines comme aux cycles de la nature, en compagnie des deux luminaires et des cinq planètes « traditionnelles » :
- Sûrya, équivalent du Soleil,
- Chandra, équivalent de la Lune,
- Budha (avec un seul « d ») équivalent de Mercure,
- Sukra ou Shukra, équivalent de Vénus,
- Mangala ou Angaraka, équivalent de Mars,
- Guru ou Brihaspati, équivalent de Jupiter,
- Shani ou Sanaiscarya, équivalent de Saturne.
- Râhu, équivalent de la Tête du Dragon (nœud ascendant de la Lune)// Pluton.
- Ketu, équivalent de la Queue du Dragon (nœud descendant de la Lune)// Charon.

Le moment de la journée considéré comme étant sous l'influence de Rahu est appelé Rahu kala et est considéré comme étant peu propice.
Note : les astrologues occidentaux ont une nette tendance à traduire hâtivement et abusivement le terme navagrahas par « planètes ».